# Louisa Hanoune
Louisa Hanoune (en arabe : لويزة حنون, en berbère : ⵍⵡⵉⵣⴰ ⵃⴰⵏⵓⵏ), née le 7 avril 1954 à Chekfa dans l'actuelle wilaya de Jijel, est une femme politique algérienne.
Secrétaire générale du Parti des travailleurs (PT), elle se présente à l'élection présidentielle de 2004 (1 %), étant la première femme algérienne candidate à la magistrature suprême. Elle arrive ensuite en deuxième position du scrutin présidentiel de 2009 (4,2 %), dont elle conteste les résultats, puis en quatrième position (1,4 %) de celui de 2014.
Dans le contexte des manifestations de 2019 en Algérie, elle est condamnée à 15 ans de prison en première instance, pour « atteinte à l'autorité militaire » et « complot contre l'autorité de l'État ». Elle est incarcérée de 2020 à 2021, lorsqu’elle est acquittée.

## Situation personnelle
Fille de paysans pauvres des montagnes de Jijel, elle fuit, en pleine guerre, avec toute sa famille vers la ville d'Annaba après que la maison de ses parents eut été plastiquée par l’armée française. Après l’indépendance, en 1962, elle est la première femme de sa famille à aller à l’école.
Elle rompt avec son père pour pouvoir, après avoir obtenu le baccalauréat, faire des études de droit à l’université d'Annaba. C’est ensuite dans « l’effervescence socialiste » de l’Algérie nouvellement indépendante que Louisa Hanoune forge sa conscience politique. Elle est avocate de profession.

## Parcours politique

### Débuts
Dans les années 1980, Louisa Hanoune milite dans des groupes féministes qui manifestent contre le code de la famille, adopté par l'Assemblée populaire nationale en 1984. Membre d'un parti clandestin d'extrême gauche, l'Organisation socialiste des travailleurs (OST), elle est arrêtée en 1986 et passe six mois en prison. Lorsque, sous la pression d'émeutes sanglantes, l'Algérie adopte en 1989 un système pluraliste, Hanoune fait partie des fondateurs du Parti des travailleurs, dont elle est porte-parole et dirige le journal, Fraternité.

### Candidatures présidentielles
En 2004, elle est la première Algérienne et femme du monde arabe à se présenter à une élection présidentielle ; elle obtient 1 % des votes (101 630 voix). Elle se présente également à l’élection présidentielle de 2009. Selon les résultats officiels (largement contestés), elle arrive en deuxième position avec 4,22 % des suffrages (649 632 voix).
Durant le printemps arabe, elle appelle le gouvernement algérien à prendre des mesures sociales en urgence afin d'éviter le scénario de l'Égypte ou de la Tunisie.
À nouveau candidate lors de l'élection présidentielle de 2014, elle propose notamment d'exclure toute relation avec Israël, de rompre les accords d'associations avec l'Union européenne ainsi que de rejeter l'adhésion de l'Algérie à l'OMC. Abdelaziz Bouteflika est réélu dès le premier tour et Louisa Hanoune se classe quatrième, avec 1,37 % des voix.

### Plainte de Nadia Labidi
Une plainte pour diffamation contre Louisa Hanoune est déposée par Nadia Labidi en 2015, en tant que ministre de la Culture, alors que Louisa Hanoune est députée. Le tribunal de Sidi M'Hamed condamne Louisa Hanoune à une amende de 30 000 dinars le 11 mai 2023. Ses avocats annoncent faire appel de la décision.

### Événements de 2019 et emprisonnement

#### Mouvement du Hirak
Durant la préparation de l’élection présidentielle prévue pour avril 2019, elle renonce à se présenter, comme plusieurs autres candidats, s'opposant à la candidature du président Bouteflika à un cinquième mandat.
Le 27 mars, dans le contexte du Hirak, Saïd Bouteflika, Athmane Tartag, Mohamed Mediène et Louisa Hanoune se réunissent dans une résidence militaire pour décider du renvoi du chef de l'armée, Ahmed Gaïd Salah, et du maintien de Bouteflika en échange de la nomination d'un nouveau Premier ministre chargé de mettre en place la transition promise mi-mars. Après avoir hésité sur le nom du Premier ministre, ils choisissent l'ancien président de la République Liamine Zéroual, qui décline, après avoir accepté, invoquant des raisons de santé et le refus du plan par les manifestants.
Dans le cadre des manifestations de masse ayant conduit à la démission de celui-ci, elle appelle à la poursuite de la mobilisation, accusant le chef d’État-major, Ahmed Gaïd Salah, de vouloir établir une dictature militaire sur le modèle d'Abdel Fattah al-Sissi en Égypte. Le 27 mars, le Parti des travailleurs annonce la démission de ses élus de l'Assemblée populaire nationale (APN).

#### Détention provisoire
Le 9 mai 2019, elle est entendue comme témoin devant le tribunal militaire de Blida dans le cadre d'une enquête pour « atteinte à l'autorité de l'armée » et « complot contre l'autorité de l'État » ouverte contre Saïd Bouteflika, frère de l'ancien président, et deux anciens hauts responsables des services de renseignement, Mohamed Mediène et Athmane Tartag. Le jour même, elle est placée en détention provisoire dans l'attente d’un procès dans la prison militaire de Blida,. Les médias soulignent alors que Louisa Hanoune était une proche du clan Bouteflika, notamment de Saïd Bouteflika. Des interrogations sont soulevées sur sa volonté de prolonger le quatrième mandat de l’ancien président après le report sine die du scrutin présidentiel prévu pour avril 2019 en raison des manifestations. Le Parti des travailleurs qualifie son arrestation d'« acte antidémocratique qui criminalise l’action politique ».
Le 17 mai, plusieurs personnalités françaises, dont Jean-Marc Ayrault, Jean-Luc Mélenchon, Philippe Martinez et Henri Leclerc, demandent sa libération immédiate. Le 31 mai, les partis et organisations politiques le FFS, le RCD, le PLJ, le MDS, Jil jadid, l'UCP, le PST, le PNSD, le PLD, publient un communiqué commun dans lequel ils demandent le « respect des libertés démocratiques et donc la libération de Louisa Hanoune ». Le 3 juin, l’ancienne moudjahida Zohra Drif écrit au chef d’État-major pour lui demander de libérer la secrétaire générale du PT. Le 9 juin 2019, Ramdane-Youssef Tazibt, un des cadres du PT, affirme que la santé de Louisa Hanoune s'est détériorée.

#### Procès et libération
Le procès a lieu le 23 septembre. Louisa Hanoune est jugée en compagnie d'autres accusés, notamment Saïd Bouteflika, frère de l'ex-président algérien Abdelaziz Bouteflika, Mohamed Mediène, ancien patron du Département du renseignement et de la sécurité (DRS), et de Athmane Tartag, ancien coordinateur des services de sécurité (CSS).
Lors de l'audience, les avocats de la défense demandent sans succès le report de la session, invoquant un état de santé détérioré de l'accusée, ainsi que de Mohamed Mediène. Lors du deuxième jour du procès, le procureur général du tribunal militaire de Blida requiert une peine de prison de 20 ans à l'encontre de tous les accusés. Au troisième jour, le juge condamne Louisa Hanoune à 15 ans d'emprisonnement pour « complot avec des réunions » visant à « porter atteinte à l’autorité de l’État et de l’armée ».
Le 26 septembre, elle fait appel du verdict. Le procès en appel de Louisa Hanoune, Saïd Bouteflika et des généraux Médiène et Tartag se tient devant la cour d'appel militaire de Blida à partir du 9 février 2020. Elle est condamnée à trois ans de prison, dont neuf mois ferme, et est donc libérée, ayant purgé cette peine.
Le 2 janvier 2021, après un pourvoi en cassation, elle est acquittée par la cour d'appel militaire de Blida.

### Après sa libération
En avril 2021, elle fait l’objet d’une contestation, appelée « mouvement de redressement », au sein du Parti des travailleurs. À l’issue d'un vote révocatoire du comité central, Louisa Hanoune est cependant maintenue dans ses fonctions de secrétaire générale.
En mai 2024, elle annonce sa candidature à l'élection présidentielle anticipée du 7 septembre. En juillet 2024, Louisa Hanoune annonce le retrait de sa candidature et critique les « conditions injustes » dans lesquelles se déroule la campagne sans toutefois apporter plus de précisions.